# Paulin Paris
Alexis Paulin Paris, född 25 mars 1800, död 13 februari 1881, var en fransk bibliotekarie och universitetslärare. Han var far till Gaston Paris.
Som ivrig romantiker fick Paris kärlek till den fornfranska litteraturen och 1831 utgav han den medeltida hjältedikten Berte aux grands pieds, som var den första franska utgåvan detta slag, i Tyskland fann redan sådana. Andra utgåvan av Chansons de geste, som Paris kallade nationalepopéerna följde sedan, del i ursprunglig form, dels på modernt språk, som Garin le Loherain (1833) och Les romans de la table ronde (5 band, 1868-1877). Denna episka litteratur måste Paris hävda som ursprungligen fransk i hård polemik med Claude Charles Fauriel, som ville göra den till provensalsk. Som ledamot av Institut de France från 1837 blev Paris medredaktör för den av benediktinerna grundlagda Histoire de la littérature française, och för den skrev han ett stort antal artiklar. Ytterligare viktigare textutgåvor av Paris är Les grandes chroniques de France (6 band, 1836-1840) och Historiettes de Tallemant de Réaux (9 band, 1853-1860, tillsammans med Louis Monmerqué). Paris främsta arbete är dock Les manuscrits français de la Bibliothèque du roi (17 band, 1836-1848). En lärostol i fornfranska språket och litteraturen inrättades för Paris 1835 vid Collège de France.

## Utmärkelser
- Officer av Hederslegionen,  1873[8]
- Officer av Leopoldorden

[Redigera Wikidata]